# Erysiphe artemisiae
Erysiphe artemisiae är en svampart som beskrevs av Grev. 1824. Erysiphe artemisiae ingår i släktet Erysiphe och familjen Erysiphaceae.  Arten är reproducerande i Sverige. Inga underarter finns listade i Catalogue of Life.